# Barnum Brown
Barnum Brown (12. února 1873 – 5. února 1963) byl americký paleontolog. Je znám jako jeden z největších paleontologů začátku 20. století, zejména díky nálezu první kostry tyranosaura ve státě Montana v srpnu roku 1902. Objevil také druhou kostru stejného dinosaura, dnes označenou jako AMNH 5027. Všeobecně byl znám i pod přezdívkou Mr. Bones.

## Život

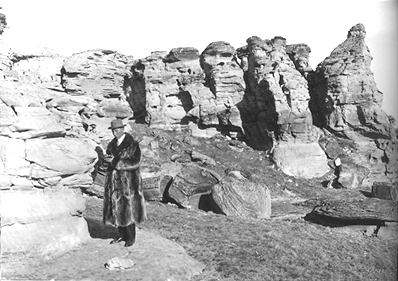
Barnum Brown při vykopávkách v souvrství Hell Creek

Křestní jméno Barnum mu rodiče dali podle podnikatele P. T. Barnuma.
Od roku 1890 studoval na Kansaské univerzitě. Během studia i po promoci se věnoval praktickým výzkumům. V roce 1894 začal pod vedením paleontologa Samuela W. Willistona s paleontologickými pracemi. V období let 1897 až 1942 působil jako zástupce ředitele v American Museum of Natural History v New Yorku, které založil Henry Fairfield Osborn. V srpnu roku 1902 objevil Brown první fosilní pozůstatky druhu Tyrannosaurus rex ve východní Montaně. Barnum Brown pracoval v terénu více než 60 let a vysloužil si přezdívku "otec dinosaurů". Zemřel ve věku 89 let v New Yorku.

## Nejslavnější objev

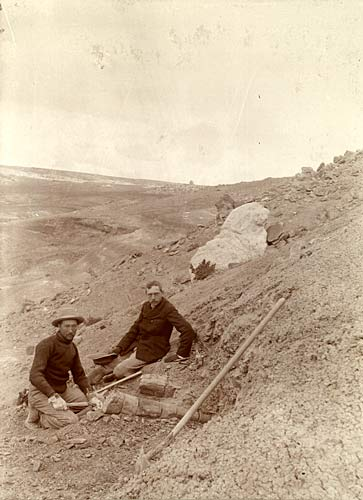
Barnum Brown (vpravo) a Henry Fairfield Osborn u fosilií dinosaura rodu Diplodocus.

Tyranosaurus byl vědecky pojmenován H. F. Osbornem, pro kterého Brown zpočátku pracoval, a to v roce 1905. Také druhý nalezený exemplář tyranosaura objevil roku 1908 v Montaně Barnum Brown. Kromě toho objevoval i jurské dinosaury ze souvrství Morrison) a dinosaury na území kanadské provincie Alberta.